# 夏造镇
夏造镇，是中华人民共和国江西省吉安市万安县下辖的一个乡镇级行政单位。

## 行政区划
夏造镇下辖以下地区：
夏造镇社区、下造村、上造村、流源村、横江村、柏岩村和黄祝村。